# Indocalamus
Indocalamus là một chi thực vật có hoa trong họ Hòa thảo (Poaceae).

## Loài
Chi Indocalamus gồm các loài: